# Unione Sportiva Livorno 1920-1921
Questa voce raccoglie le informazioni riguardanti la Unione Sportiva Livorno nelle competizioni ufficiali della stagione 1920-1921.

## Stagione
L'avventura riparte con Rodolfo Gavinelli, allenatore genovese dai modi bruschi che sul campo ottiene buoni risultati. Gli amaranto ingaggiano una serrata lotta con i pisani per il titolo toscano. Segnano tanto, Magnozzi stavolta ne segna 27, perdono una sola gara a Pisa, ma per un misero punticino la vittoria finale arride ancora ai nerazzurri della torre pendente. Nelle finali interregionali non c'è scampo per Naples e Lazio umiliate con passivi pesanti. Alla finale centro-sud ci si deve però ancora inchinare davanti al Pisa che realizza con il gigante Guglielmo Tornabuoni il gol vittoria. Riassumendo: il Livorno giunto al 2º posto della Prima Categoria Toscana dietro al Pisa, si qualifica alle semifinali interregionali. Vince il proprio girone, superando Naples e Lazio, e giunge alla finale nella quale viene sconfitto a Bologna dal Pisa per 1-0.

## Divise
La divisa è formata da una maglia amaranto.
| Prima divisa |

## Rosa
| N. |                   | Ruolo | Calciatore           |
| -- | ----------------- | ----- | -------------------- |
|    | Italia (bandiera) | P     | Bruno Jacoponi (I)   |
|    | Italia (bandiera) | D     | Giuseppe Baratella   |
|    | Italia (bandiera) | D     | Giovanni Ghio        |
|    | Italia (bandiera) | D     | Athos Innocenti (I)  |
|    | Italia (bandiera) | D     | Giovanni Vincenzi    |
|    | Italia (bandiera) | C     | Tindaro Bargagna (I) |
|    | Italia (bandiera) | C     | Gino Collaveri       |
|    | Italia (bandiera) | C     | Renato Nigiotti      |
|    | Italia (bandiera) | A     | Luigi Allegranti     |
|    | Italia (bandiera) | A     | Lamberto Anichini    |

| N. |                   | Ruolo | Calciatore              |
| -- | ----------------- | ----- | ----------------------- |
|    | Italia (bandiera) | A     | Ubaldo Buccelli         |
|    | Italia (bandiera) | A     | Renzo Casali            |
|    | Italia (bandiera) | A     | Gontrano Innocenti (II) |
|    | Italia (bandiera) | A     | Gino Jacoponi (II)      |
|    | Italia (bandiera) | A     | Aldo Lazzeri            |
|    | Italia (bandiera) | A     | Mario Magnozzi          |
|    | Italia (bandiera) | A     | Luigi Mozzachiodi       |
|    | Italia (bandiera) | A     | Renzo Paolicchi         |
|    | Italia (bandiera) | A     | Ovidio Paron            |
|    | Italia (bandiera) | A     | Mario Scazzola          |

## Risultati

### Prima Categoria

#### Girone di andata
| Arbitro: | Essinger (Pisa) |

|                          |           |  |
| Barbagna 6’ Nigiotti 36’ | Marcatori |  |

| Livorno 28 novembre 1919 2ª giornata | Livorno          | 0 – 0 referto | Pisa | Campo di Villa Chayes\| Arbitro: \| Olivari (Genova) \| |
| Arbitro:                             | Olivari (Genova) |               |      |                                                         |

| Arbitro: | Olivari (Genova) |

|  |           |                                                   |
|  | Marcatori | 5’ Jacoponi 7’, 10’, 55’ Mozzachiodi 70’ Magnozzi |

| Arbitro: | Olivari (Genova) |

|                                                 |           |  |
| Mozzachiodi 15’ (rig.), 40’ (rig.) Jacoponi 70’ | Marcatori |  |

| Arbitro: | Merani (La Spezia) |

|                                                                                 |           |  |
| Mozzachiodi 2’, 5’, 15’, 58’ Magnozzi 40’, 71’, 75’, 80’ Jacoponi 35’, 36’, 59’ | Marcatori |  |

| Arbitro: | Merani (La Spezia) |

|                                     |           |                          |
| Mozzachiodi 27’ (rig.) Magnozzi 60’ | Marcatori | 67’ (rig.), 76’ Giuntoli |

| Arbitro: | Favati (Livorno) |

|                              |           |                                                       |
| Conti 2’ (rig.) Barsanti 50’ | Marcatori | 25’ Nigiotti 70’ Paron I 82’ Mozzachiodi 85’ Magnozzi |

#### Girone di ritorno
| Arbitro: | Campi (Livorno) |

|  |           |                 |
|  | Marcatori | 60’ Jacoponi II |

| Arbitro: | Galletti (Genova) |

|                              |           |  |
| Merlini 27’, 75’ Merciai 78’ | Marcatori |  |

| Arbitro: | Merani (La Spezia) |

|                        |           |  |
| Magnozzi 15’, 40’, 80’ | Marcatori |  |

| Arbitro: | Merani (La Spezia) |

|                      |           |                                            |
| Moretti 50’ Sala 70’ | Marcatori | 16’ Lazzeri 18’, 44’ Magnozzi 35’ Jacoponi |

| Arbitro: | Franciosini (Lucca) |

|  |           |                                                       |
|  | Marcatori | 3’, 10’ Mozzachiodi 65’, 75’ Magnozzi 88’ Bargagna II |

| Arbitro: | Cavazzana (Milano) |

|  |           |                                |
|  | Marcatori | 16’ Jacoponi 57’, 84’ Magnozzi |

| Arbitro: | Borelli (Lucca) |

|                                                                   |           |                        |
| Magnozzi 3’, 10’, 15’, 40’ Jacoponi 35’ (rig.), 81’ Paolicchi 89’ | Marcatori | 58’ Montaldi 59’ Biagi |

### Semifinali A

#### Girone di andata
| Arbitro: | Agostini (Firenze) |

|            |           |                              |
| Filippi 9’ | Marcatori | 45’ Jacoponi 89’ Mozzachiodi |

| Arbitro: | Zennaro (Genova) |

|                                                                |           |                         |
| Bargagna II 19’ Magnozzi 22’, 82’ Nigiotti 47’ Jacoponi II 48’ | Marcatori | 1’ Casabona 89’ Valente |

#### Girone di ritorno
| Arbitro: | Sanguineti (Genova) |

|                             |           |  |
| Magnozzi 19’, 29’, 53’, 65’ | Marcatori |  |

| Arbitro: | Cerchia (Roma) |

|             |           |                              |
| Valente 75’ | Marcatori | 26’ Magnozzi 60’ Barbagna II |

#### Finale centro-sud
| Arbitro: | Venegoni (Legnano) |

|                |           |  |
| Tornabuoni 47’ | Marcatori |  |

## Statistiche

### Statistiche di squadra
| Competizione                       | Punti | In casa | In casa | In casa | In casa | In casa | In casa | In trasferta | In trasferta | In trasferta | In trasferta | In trasferta | In trasferta | Totale | Totale | Totale | Totale | Totale | Totale | DR  |
| Competizione                       | Punti | G       | V       | N       | P       | Gf      | Gs      | G            | V            | N            | P            | Gf           | Gs           | G      | V      | N      | P      | Gf     | Gs     | DR  |
| ---------------------------------- | ----- | ------- | ------- | ------- | ------- | ------- | ------- | ------------ | ------------ | ------------ | ------------ | ------------ | ------------ | ------ | ------ | ------ | ------ | ------ | ------ | --- |
| Prima Categoria Toscana            | 24    | 7       | 5       | 2       | 0       | 28      | 4       | 7            | 6            | 0            | 1            | 22           | 7            | 14     | 11     | 2      | 1      | 50     | 11     | +39 |
| Girone A semifinale interregionale | 8     | 2       | 2       | 0       | 0       | 9       | 2       | 2            | 2            | 0            | 0            | 4            | 2            | 4      | 4      | 0      | 0      | 13     | 4      | +9  |
| Finale torneo peninsulare          | 0     | 0       | 0       | 0       | 0       | 0       | 0       | 0            | 0            | 0            | 0            | 0            | 0            | 1      | 0      | 0      | 1      | 0      | 1      | -1  |
| Totale                             | 33    | 9       | 7       | 2       | 0       | 37      | 6       | 9            | 8            | 0            | 1            | 26           | 9            | 19     | 15     | 2      | 2      | 63     | 16     | +47 |

### Statistiche dei giocatori
| Giocatore         | Prima Categoria | Prima Categoria |
| Giocatore         | Presenze        | Reti            |
| ----------------- | --------------- | --------------- |
| L. Allegranti     | 1               | 0               |
| L. Anichini       | 11              | 0               |
| A. Bandini (I)    | 1               | 0               |
| G. Baratella      | 9               | 0               |
| S. Bargagna (II)  | 18              | 4               |
| U. Buccelli       | 3               | 0               |
| R. Casali         | 1               | 0               |
| G. Collaveri      | 18              | 0               |
| G. Ghio           | 5               | 0               |
| A. Innocenti (I)  | 14              | 0               |
| G. Innocenti (II) | 1               | 0               |
| B. Jacoponi (I)   | 19              | -16             |
| G. Jacoponi (II)  | 19              | 12              |
| A. Lazzeri        | 4               | 1               |
| M. Magnozzi       | 19              | 27              |
| L. Mozzachiodi    | 12              | 14              |
| R. Nigiotti       | 19              | 3               |
| R. Paolicchi      | 1               | 0               |
| O. Paron          | 18              | 1               |
| M. Scazzola       | 5               | 0               |
| G. Vincenzi       | 11              | 0               |